# Шатонёф-сюр-Шер
Шатонёф-сюр-Шер (фр. Châteauneuf-sur-Cher) — коммуна во Франции, находится в регионе Центр. Департамент — Шер. Главный город кантона Шатонёф-сюр-Шер. Округ коммуны — Сент-Аман-Монтрон.
Код INSEE коммуны — 18058.

## География
Коммуна расположена приблизительно в 230 км к югу от Парижа, в 120 км южнее Орлеана, в 26 км к югу от Буржа.
По территории коммуны протекает река Шер.

## Население
Население коммуны на 2008 год составляло 1537 человек.
| 1962 | 1968 | 1975 | 1982 | 1990 | 1999 | 2008 |
| ---- | ---- | ---- | ---- | ---- | ---- | ---- |
| 1701 | 1783 | 1722 | 1657 | 1645 | 1614 | 1537 |

## Администрация
| Период | Период | Фамилия         | Партия                                    | Примечания                           |
| ------ | ------ | --------------- | ----------------------------------------- | ------------------------------------ |
|        | 1986   | Даниель Перро   | Французская коммунистическая партия       | член генерального совета (1964—1988) |
| 1986   | 1995   | Жан Виньерон    | Французская коммунистическая партия       | член генерального совета (1988—1994) |
| 1995   | 1998   | Луи Бегасса     |                                           |                                      |
| 1998   | 2014   | Вильям Пеллетье | Разные правые → Союз за народное движение |                                      |

## Экономика
Основу экономики составляют лесное и сельское хозяйство.
В 2007 году среди 910 человек в трудоспособном возрасте (15-64 лет) 613 были экономически активными, 297 — неактивными (показатель активности — 67,4 %, в 1999 году было 64,1 %). Из 613 активных работали 514 человек (266 мужчин и 248 женщин), безработных было 99 (49 мужчин и 50 женщин). Среди 297 неактивных 55 человек были учениками или студентами, 126 — пенсионерами, 116 были неактивными по другим причинам.

## Достопримечательности
- Базилика Нотр-Дам-де-Анфан[фр.] (1869 год). Исторический памятник с 1983 года[3]
- Замок Шатонёф-сюр-Шер[фр.] (XV век). Исторический памятник с 1926 года[4]
- Ферма Мезон-Нёв (XVIII век). Исторический памятник с 1930 года[5]
- Поместье герцога де Майе[фр.] — шестиэтажный особняк насчитывющий 60 комнат, включая 30 спален, три салона и картинную галерею[6].

## Фотогалерея
- Шатонёф-сюр-Шер
- Базилика Нотр-Дам-де-Анфан
- Вокзал
- Каменная хижина (кабане)
- Карта коммуны